# Opaterny Flóris
Ifj. Opaterny Flóris (Floridsdorf vagy Bécs, 1879. május 23. – Szentendre, 1942. február 13.) magyar építészmérnök.

## Élete
Az 1910-es években költözött át a családjával Pozsonyból Budapestre.
Számos tervpályázatot nyújtott be, ezek többsége azonban nem valósult meg. Az aradi római katolikus templom pályázatán Vidor Emillel közösen indult. Az 1910-es és 1920-as években Vidornak mintegy jobbkeze volt a Kőbányai Polgári Serfőzde, és a Szent István Tápszerművek számára végzett munkálatokban.
Szentendrén templomai épültek fel.

## Ismert épületei

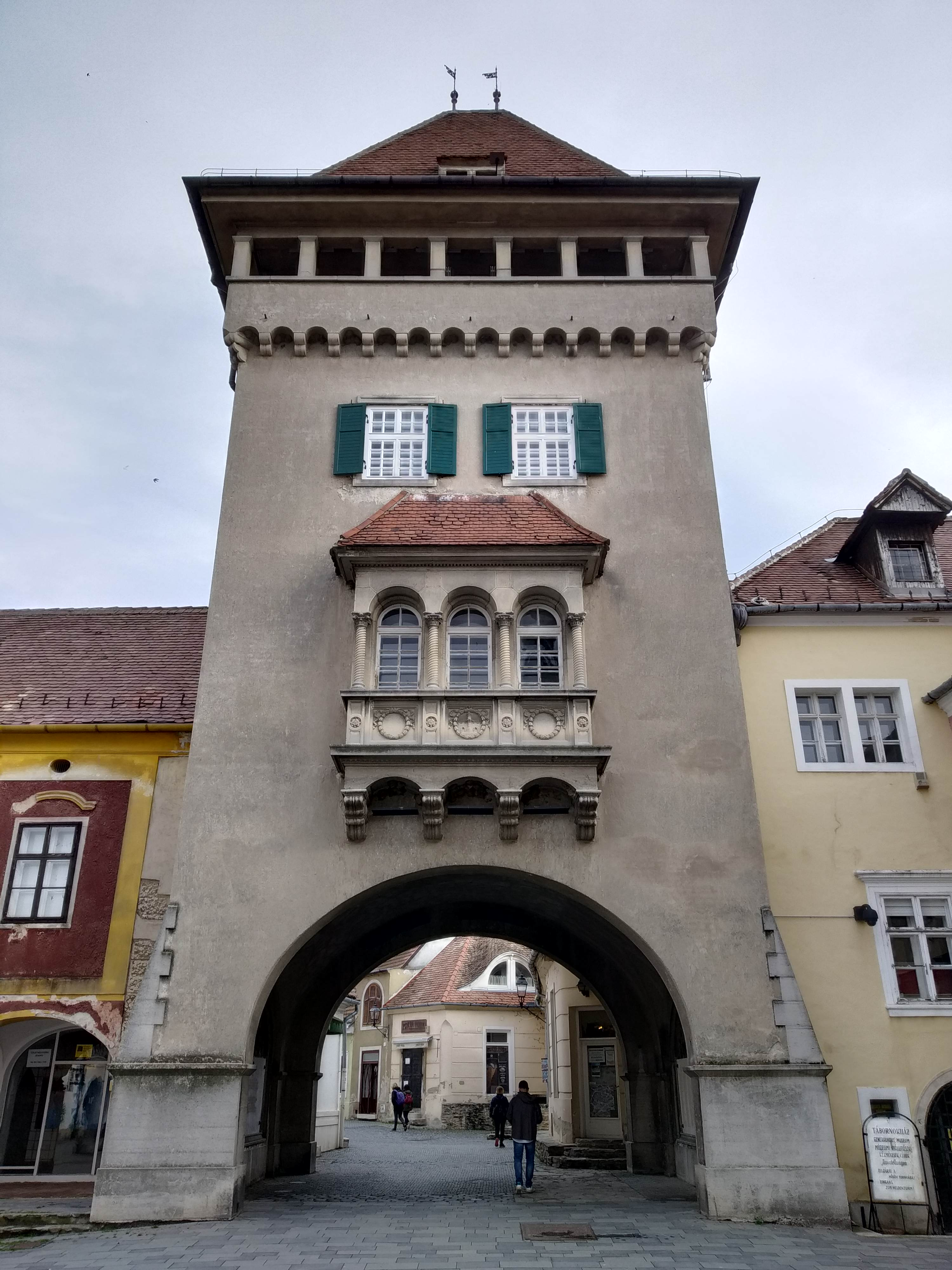
Hősök kapuja, Kőszeg

- 1903: kereskedelmi és iparkamara székháza, Besztercebánya (Himler Dezsővel és Vágó Lászlóval)[6]
- 1911: református egyház bérháza, Pozsony („Kálvin-udvar”, Wimmer Ferenccel közös munka)[7][8]
- 1930/1931: Schäffer-ház, Budapest, Felvinci út 27.[9][10]
- 1932: Hősök kapuja, Kőszeg, Jurisics tér 6.[11][12][13] – a török ostrom 400. évfordulóján építették
- 1937–1938: római katolikus templom, Izbég[14]
- templomok, Szentendre

### Tervben maradt épületek
- 1913: római katolikus templom, Arad (Vidor Emillel közösen)[5]
- ?: Iparkamara, Besztercbánya[5]
- ?: Evangélikus templom, Kondoros[5]
- ?: Községháza, Vésztő[5]
- ?: Városi székház, Vajdahunyadvára[5]
- ?: Városháza, Magyarkanizsa[5]
- ?: Városháza, Breznóbánya[5]
- ?: Városháza, Szászsebes[5]
- ?: Postapalota, Sopron[5]
- ?: Evangélikus templom, paplak, és elemi iskola, Kőszeg[5][15]